# 柏原鍋丸
柏原 鍋丸（かしわばら なべまる、生年不詳 - 天正10年6月2日（1582年6月21日））は、戦国時代の人物。織田信長の小姓である。

## 略歴
1582年には信長のもと本能寺に随行し、弟とともに本能寺の変で討死した。弟の名が不詳のために兄を柏原大鍋、弟を柏原小鍋と区別する場合もある。
2007年刊行の万城目学の小説「ホルモー六景」において鍋丸を題材とした作品が掲載された。

## 参照
1. ↑  繪本太閤記 中巻[要ページ番号]
2. ↑  史籍集覽[要ページ番号]
3. ↑  土佐物語 四国軍記[要ページ番号]